# Ophrys sicula
L'ofride sicula (Ophrys sicula Tineo, 1846) è una pianta appartenente alla famiglia delle Orchidacee.

## Descrizione

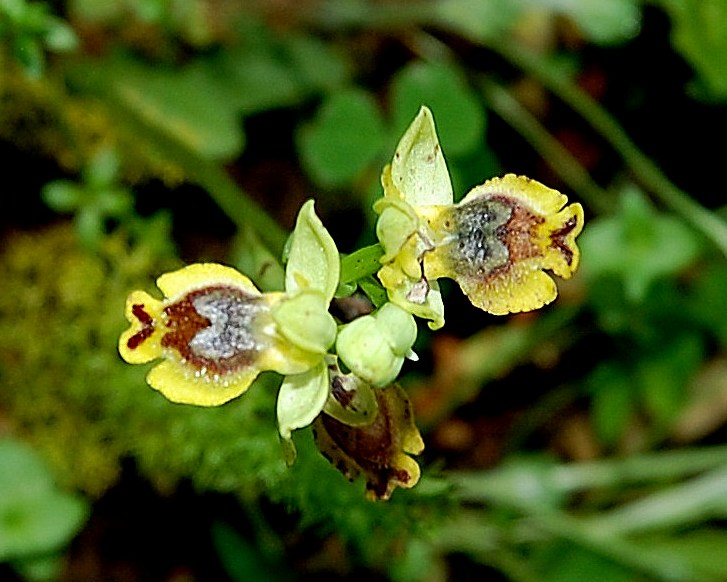
Ophrys sicula
Riserva naturale dello Zingaro

È una pianta erbacea alta 10–30 cm, con foglie inferiori corte, disposte a rosetta, e brattee verdi-giallastre, larghe.
Si differenzia dalla Ophrys lutea subsp. lutea per i fiori più piccoli (8–12 mm), riuniti in infiorescenze che raggruppano da 3 a 8 fiori, e per la colorazione brunastra del labello che si prolunga e si biforca verso l'apice a formare un "baffo" a forma di V rovesciata.
Il labello inoltre è posto orizzontalmente rispetto al fusto o addirittura rivolto verso l'alto.
Il ginostemio è corto, con apice ottuso; racchiude due masse polliniche gialle.

## Biologia
Si riproduce per impollinazione entomofila ad opera di api del genere Andrena (A. hesperia, A. merula, A. taraxaci).

## Distribuzione e habitat
La specie ha un areale mediterraneo che si estende dalla Corsica e dall'Algeria ad ovest sino all'Anatolia e al Medio Oriente ad est.
In Italia è comune nelle regioni meridionali, in Sicilia e Sardegna, più rara in Toscana, Abruzzo e Molise.
Predilige i prati aridi e le garighe con suoli calcarei, da 0 a 1500 m di altitudine.